# Willa Zofiówka w Krakowie
Willa Zofiówka – zabytkowa willa znajdująca się w Krakowie, w dzielnicy II Grzegórzki przy ul. M. Kopernika 30, na Wesołej.
Budynek, willa z gankiem, została zaprojektowana przez krakowskiego architekta Antoniego Łuszczkiewicza i wybudowana w 1872 roku jako jego dom własny.
Obecnie należy do Uniwersytetu Ignatianum w Krakowie.
10 lutego 1968 budynek został wpisany do rejestru zabytków. Znajduje się także w gminnej ewidencji zabytków.

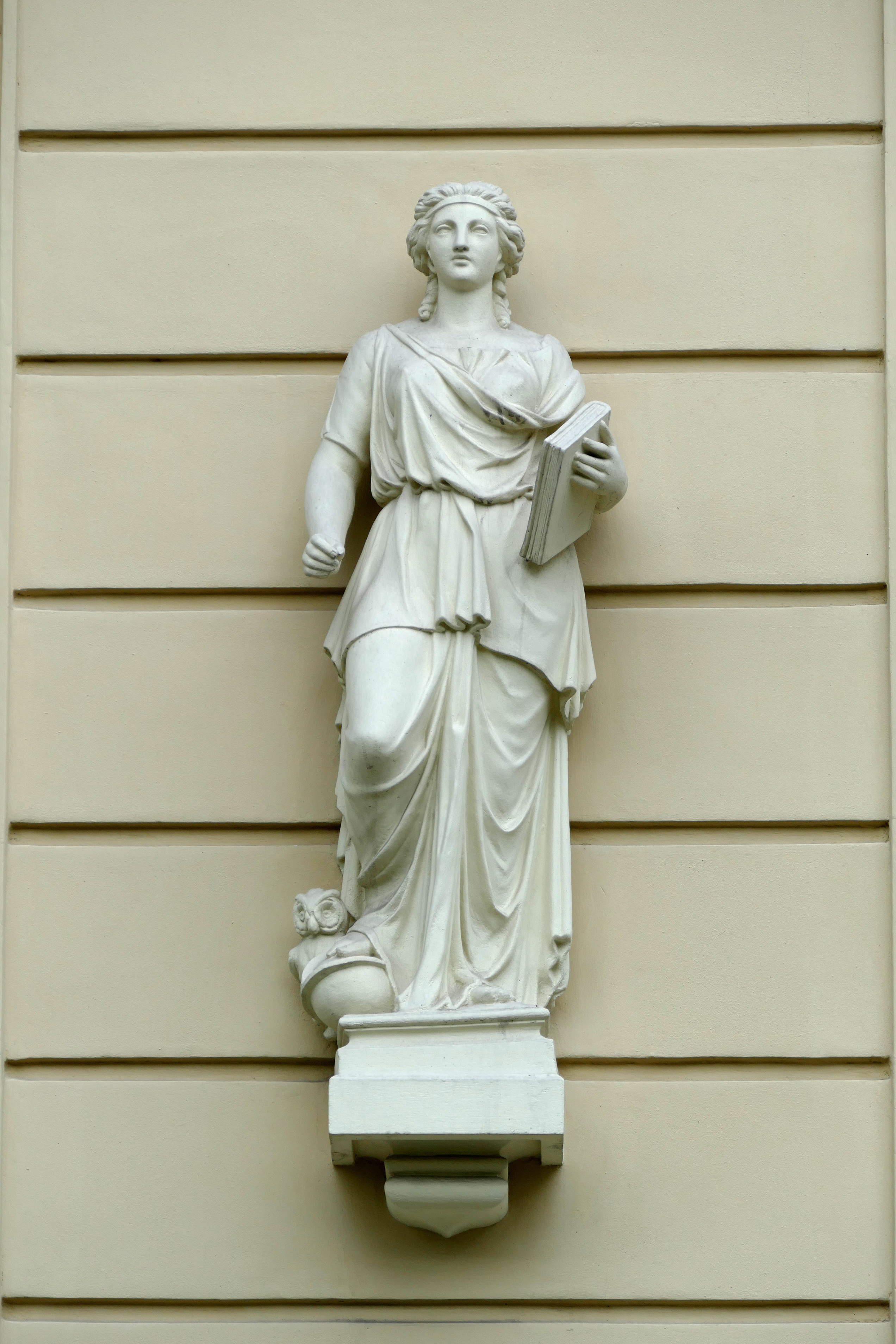
Detal na frontowej ścianie